# Конституційний референдум в Антигуа і Барбуді (2018)
Конституційний референдум відбувся в Антигуа і Барбуді 6 листопада 2018 року. Перший референдум в історії країни. Запропонована конституційна поправка, яка, не пройшла, зробила б Карибський суд остаточним апеляційним судом, замінивши Лондонський судовий комітет Таємної ради. Для ухвалення поправки було потрібно кворум 66,6 % голосів.
Гренада також провела референдум про приєднання до Карибського суду в той же день; це голосування також було провалене.

## Питання
Виборцям було запропоновано відповісти «Так» чи «Ні» на таке запитання:
Чи схвалюєте Ви Конституцію Антигуа і Барбуди (поправка до законопроєкту 2018), яка є законопроєктом про внесення змін до Конституції Антигуа і Барбуди для припинення її величності в Раді (також відомої як Таємна рада) як останнього апеляційного суду для Антигуа і Барбуди і замінити її Карибським судом (також відомий як CCJ)?

## Результати
Підсумкове голосування дало загальну суму 8509 за поправку та 9234 проти. Явка становила 33,6 % електорату.
| Вибір                                                        | Голосів | %     |
| ------------------------------------------------------------ | ------- | ----- |
| За                                                           | 8 509   | 47,96 |
| Проти                                                        | 9 234   | 52,04 |
| Зіпсовані бюлетені                                           | 39      | —     |
| Всього                                                       | 17 782  | 100   |
| Зареєстровані виборці / явка                                 | 52 999  | 33,55 |
| Джерело: ABEC [Архівовано 15 квітня 2019 у Wayback Machine.] |         |       |